# Lachnocephala vellosata
Lachnocephala vellosata är en fjärilsart som beskrevs av Fletcher 1953. Lachnocephala vellosata ingår i släktet Lachnocephala och familjen mätare. Inga underarter finns listade i Catalogue of Life.